# トーマス・ハーンズ
トーマス・ハーンズ（Thomas Hearns、1958年10月18日 - ）は、アメリカ合衆国のプロボクサー。テネシー州メンフィス出身。元WBA世界ウェルター級王者。元WBC世界スーパーウェルター級王者。元WBC世界ミドル級王者。元WBO世界スーパーミドル級王者。元WBA・WBC世界ライトヘビー級王者。史上初の世界5階級制覇王者。

## 人物
身長185cm、リーチ203cmという中量級選手としては非常に恵まれた体格を生かし、左腕をだらりと下げたデトロイトスタイル（ヒットマンスタイルとも呼ばれる）から放つフリッカージャブと正確な強打、マシンガンのように繰り出すラッシュで1980年代のボクシング・シーンを席巻した。マービン・ハグラー、シュガー・レイ・レナード、ロベルト・デュランらと共に「黄金の中量級」と称された時代を盛り上げた選手の一人。
息子のロナルド・ハーンズ（Ronald Hearns、1978年12月27日 - ）もプロボクサーになっており、2005年と2006年には親子で同じ興行に出場した。

## 来歴
子供の頃はいわゆる「もやしっ子」。アメリカのテネシー州メンフィスで生まれ、5歳の時にデトロイトに移住。母親ロイスとの母子家庭で育つ。8人兄弟の長男。母親はハーンズがボクシングをすることに反対していた。
アマチュア時代は155勝8敗の好成績だがKOはわずかに12。ワンツー主体の非力なアウトボクサーだった。しかし、1974年にキング・ソロモンジムを離れ、クロンク・レクリエーション・センターでトレーナーを開始したばかりのエマニュエル・スチュワートと出会い、才能を開花させる。1977年11月のプロデビュー後は強打者に変身。いきなり17連続KO勝ちを収めた。その後もセンサク・ムアンスリン、エディ・ガソといった元世界王者・世界ランカーを倒し続けた。
近年ハーンズのスタッフの撮影による７戦目のレイフィールズ戦の発掘がされている。
1980年3月2日、アンヘル・エスパダを4RKOで下しUSBA全米ウェルター級王座を獲得した。
同年8月2日、プロ3年目でWBA世界ウェルター級王者、ホセ・クエバス（メキシコ）への挑戦が実現。既に11度(10KO)の防衛を果たし、最強とまで言われた王者に2R右クロスでKO勝ちし、王座を獲得した。その後3度防衛、3度目の防衛戦はアストロドームで開催されパブロ・バエスに序盤KO勝ち。
1981年9月16日、WBC世界ウェルター級王者、シュガー・レイ・レナードとの統一戦を迎える。拮抗した実力を持った両者の、互いの持ち味を出し尽くした熱戦となったが、14Rにレナードの集中打を浴びTKO負け。王座から陥落した。
1982年12月3日、ルイジアナ・スーパードームでウィルフレド・ベニテスを判定で下し、WBC世界スーパーウェルター級王座を獲得。2階級制覇を達成した。1984年6月15日にはラスベガス恐怖の一撃と呼ばれる破壊力抜群の右ストレートでロベルト・デュランを2RKOで下すなど、4度の防衛に成功した。
1985年4月15日には3階級制覇を賭け、統一ミドル級王者マービン・ハグラーに挑戦。初回から激しい打ち合いとなり、第1ラウンドで右手を骨折した。このため、ハーンズは横方向の動きと優れたジャブを使ってハグラーを可能な限り寄せ付けなくした。この戦術はかなりうまくいき、ハグラーの額に深い切り傷を開けることに成功した。リングドクターは中断を検討したが試合続行が許可された。その直後、ハーンズはリングサイドでハグラーに捕らえられて3RTKOで敗れた。
1986年3月10日の再起戦で、（WBC世界ミドル級1位にランクされハグラーへの指名挑戦権を有していた22戦全勝）ジェームス・シュラーを1RKOと健在をアピール。NABF北米ミドル級王座を獲得。6月23日、WBC世界スーパーウェルター級王座4度目の防衛戦で同級IBF初代世界王者（前王者）マーク・メダルに8RTKO勝ちで防衛成功後に同王座を返上した。
1987年3月7日にはデニス・アンドリュースを破ってWBC世界ライトヘビー級王座を獲得。3階級制覇を達成した。
1987年10月29日、王座決定戦でファン・ドミンゴ・ロルダンを4RKOに下し、WBC世界ミドル級王座を獲得した。史上初の4階級制覇を達成した。
1988年6月6日、アイラン・バークレーに3RTKOで敗れWBC世界ミドル級王座から陥落した。
1988年11月4日、ジェームス・キンチェンを下しWBO世界スーパーミドル級王座を獲得。史上初の5階級制覇を達成した。
1989年6月12日、WBC・WBO世界スーパーミドル級タイトルマッチで、宿敵シュガー・レイ・レナードと王座統一戦で再戦、二度のダウンを奪うも、最終回にレナードの猛反撃を許したのが響いて引き分ける。しかし全体的にハーンズ優勢と見る意見が多く、シーザース・パレス屋外特設会場を埋めた観衆はレナードにブーイングを浴びせ、ハーンズの勝利を支持した。
1991年6月3日、ヴァージル・ヒルを12R判定で下しWBA世界ライトヘビー級王座を獲得。
1992年3月20日、アイラン・バークレーに12R判定で敗れWBA世界ライトヘビー級王座から陥落した。それ以降はマイナー王座に矛先を移し、1994年1月29日にNABF北米クルーザー級王座、1995年3月31日にWBU世界クルーザー級王座を獲得。1999年4月10日、ネート・ミラーを12R判定で下しIBO世界クルーザー級王座を獲得した。
2000年4月8日、ユーライア・グラントに2RKOを喫し、IBO世界クルーザー級王座から陥落し、同時に現役引退を表明した。
2005年7月30日、ジョン・ロングを8RTKOで下し5年ぶりの復帰を果たした。
2006年1月1日、家庭内暴力（13歳の息子を殴打した）の容疑で逮捕されるも罪に問われず、2月4日には復帰2戦目で10RTKO勝ち。
2010年4月3日、約50万ドル滞納した税金を返済するためにオークションを開催、数々の記念品や1957年製のシボレーやボートなどを売却した。その他に現在居住しているミシガン州サウスフィールドの自宅にも50万ドルの負債が残っている。

## 戦績
- プロボクシング：67戦 61勝 (48KO) 5敗 1分

| 戦           | 日付           | 勝敗 | 時間     | 内容    | 対戦相手                   | 国籍                 | 備考                                                                     |
| ------------ | -------------- | ---- | -------- | ------- | -------------------------- | -------------------- | ------------------------------------------------------------------------ |
| 1            | 1977年11月25日 | ☆    | 2R 1:59  | KO      | ジェローム・ヒル           | アメリカ合衆国       | プロデビュー戦                                                           |
| 2            | 1977年12月7日  | ☆    | 3R 1:27  | KO      | ジェリー・ストリックランド | アメリカ合衆国       |                                                                          |
| 3            | 1977年12月16日 | ☆    | 3R 2:41  | KO      | ウィリー・レン             | アメリカ合衆国       |                                                                          |
| 4            | 1978年1月29日  | ☆    | 2R 1:15  | KO      | アンソニー・ハウス         | アメリカ合衆国       |                                                                          |
| 5            | 1978年2月10日  | ☆    | 3R 2:45  | KO      | ロバート・アダムス         | アメリカ合衆国       |                                                                          |
| 6            | 1978年2月17日  | ☆    | 2R 1:18  | TKO     | ビリー・グットウィン       | アメリカ合衆国       |                                                                          |
| 7            | 1978年3月17日  | ☆    | 2R 2:15  | TKO     | レイ・フィールド           | アメリカ合衆国       |                                                                          |
| 8            | 1978年3月31日  | ☆    | 3R 2:08  | KO      | タイロン・フェルプス       | アメリカ合衆国       |                                                                          |
| 9            | 1978年6月8日   | ☆    | 1R 1:49  | KO      | ジミー・ロスウェル         | アメリカ合衆国       |                                                                          |
| 10           | 1978年7月20日  | ☆    | 2R 2:08  | KO      | ラウル・アギーレ           | メキシコ             |                                                                          |
| 11           | 1978年8月3日   | ☆    | 2R 2:59  | KO      | エディ・マルセル           | トリニダード・トバゴ |                                                                          |
| 12           | 1978年9月7日   | ☆    | 3R 2:01  | KO      | ブルース・フィンチ         | アメリカ合衆国       |                                                                          |
| 13           | 1978年10月26日 | ☆    | 1R 1:09  | TKO     | ペドロ・ロハス             | ベネズエラ           |                                                                          |
| 14           | 1978年12月9日  | ☆    | 4R 0:51  | KO      | ルディ・バロ               | フィリピン           |                                                                          |
| 15           | 1979年1月11日  | ☆    | 10R 2:03 | TKO     | クライド・グレイ           | カナダ               |                                                                          |
| 16           | 1979年1月31日  | ☆    | 8R 終了  | TKO     | サミー・ルーカード         | アメリカ合衆国       |                                                                          |
| 17           | 1979年3月3日   | ☆    | 8R 2:25  | TKO     | セグンド・ムリーリョ       | エクアドル           |                                                                          |
| 18           | 1979年4月3日   | ☆    | 10R      | 判定3-0 | アルフォンソ・ヘイマン     | アメリカ合衆国       |                                                                          |
| 19           | 1979年5月20日  | ☆    | 6R 終了  | TKO     | ハロルド・ウェストン       | アメリカ合衆国       |                                                                          |
| 20           | 1979年6月28日  | ☆    | 3R 2:59  | KO      | ブルース・カリー           | アメリカ合衆国       |                                                                          |
| 21           | 1979年8月23日  | ☆    | 2R 終了  | TKO     | イノセンシオ・デ・ラ・ロサ | ドミニカ共和国       |                                                                          |
| 22           | 1979年9月22日  | ☆    | 3R 1:17  | KO      | ホセ・フィゲロア           | メキシコ             |                                                                          |
| 23           | 1979年10月18日 | ☆    | 3R 2:31  | TKO     | センサク・ムアンスリン     | タイ                 |                                                                          |
| 24           | 1979年11月30日 | ☆    | 10R      | 判定3-0 | マイク・コルバート         | アメリカ合衆国       |                                                                          |
| 25           | 1980年2月3日   | ☆    | 3R 2:27  | KO      | ファイティング・ジム       | アメリカ合衆国       |                                                                          |
| 26           | 1980年3月2日   | ☆    | 4R 0:47  | TKO     | アンヘル・エスパダ         | プエルトリコ         | USBA全米ウェルター級王座決定戦                                           |
| 27           | 1980年3月31日  | ☆    | 1R 2:56  | TKO     | サンティアゴ・バルデス     | メキシコ             |                                                                          |
| 28           | 1980年5月3日   | ☆    | 1R 2:41  | KO      | エディ・ガソ               | ニカラグア           |                                                                          |
| 29           | 1980年8月2日   | ☆    | 2R 2:39  | TKO     | ホセ・クエバス             | メキシコ             | WBA世界ウェルター級タイトルマッチ                                        |
| 30           | 1980年12月6日  | ☆    | 6R 2:00  | KO      | ルイス・プリメラ           | ベネズエラ           | WBA防衛1                                                                 |
| 31           | 1981年4月25日  | ☆    | 12R 3:00 | TKO     | ランディ・シールズ         | アメリカ合衆国       | WBA防衛2                                                                 |
| 32           | 1981年6月25日  | ☆    | 4R 2:10  | TKO     | パブロ・バエス             | ドミニカ共和国       | WBA防衛3                                                                 |
| 33           | 1981年9月16日  | ★    | 14R 1:45 | TKO     | シュガー・レイ・レナード   | アメリカ合衆国       | WBA・WBC世界ウェルター級王座統一戦 WBA陥落                               |
| 34           | 1981年12月11日 | ☆    | 10R      | 判定3-0 | アーニー・シングルタリー   | アメリカ合衆国       |                                                                          |
| 35           | 1982年2月27日  | ☆    | 1R 1:48  | KO      | マルコス・ジェラルド       | アメリカ合衆国       |                                                                          |
| 36           | 1982年7月25日  | ☆    | 8R 1:29  | TKO     | ジェフ・マクラッケン       | アメリカ合衆国       |                                                                          |
| 37           | 1982年12月3日  | ☆    | 15R      | 判定2-0 | ウィルフレド・ベニテス     | プエルトリコ         | WBC世界スーパーウェルター級タイトルマッチ                                |
| 38           | 1983年7月10日  | ☆    | 10R      | 判定3-0 | マレイ・サザーランド       | イギリス             |                                                                          |
| 39           | 1984年2月11日  | ☆    | 12R      | 判定3-0 | ルイジ・ミンチロ           | イタリア             | WBC防衛1                                                                 |
| 40           | 1984年6月15日  | ☆    | 2R 1:07  | TKO     | ロベルト・デュラン         | パナマ               | WBC防衛2                                                                 |
| 41           | 1984年9月15日  | ☆    | 3R 2:56  | TKO     | フレッド・ハッチング       | アメリカ合衆国       | WBC防衛3                                                                 |
| 42           | 1985年4月15日  | ★    | 3R 1:52  | TKO     | マービン・ハグラー         | アメリカ合衆国       | WBA・WBC・IBF世界ミドル級タイトルマッチ                                  |
| 43           | 1986年3月10日  | ☆    | 1R 1:13  | KO      | ジェームズ・シュラー       | アメリカ合衆国       | NABF北米ミドル級タイトルマッチ                                           |
| 44           | 1986年6月23日  | ☆    | 8R 2:20  | TKO     | マーク・メダル             | アメリカ合衆国       | WBC防衛4                                                                 |
| 45           | 1986年10月17日 | ☆    | 12R      | 判定3-0 | ダグ・デビット             | アメリカ合衆国       | NABF防衛1                                                                |
| 46           | 1987年3月7日   | ☆    | 10R 1:26 | TKO     | デニス・アンドリュース     | イギリス             | WBC世界ライトヘビー級タイトルマッチ                                      |
| 47           | 1987年10月29日 | ☆    | 4R 2:01  | KO      | フアン・ロルダン           | アルゼンチン         | WBC世界ミドル級王座決定戦                                                |
| 48           | 1988年6月6日   | ★    | 3R 2:39  | TKO     | アイラン・バークレー       | アメリカ合衆国       | WBC陥落                                                                  |
| 49           | 1988年11月4日  | ☆    | 12R      | 判定2-0 | ジェームズ・キンチェン     | アメリカ合衆国       | WBO世界スーパーミドル級王座決定戦 NABF北米スーパーミドル級タイトルマッチ |
| 50           | 1989年6月12日  | △    | 12R      | 判定1-1 | シュガー・レイ・レナード   | アメリカ合衆国       | WBC・WBO世界スーパーミドル級王座統一戦 WBO防衛1                          |
| 51           | 1990年4月28日  | ☆    | 12R      | 判定3-0 | マイケル・オラジデ         | カナダ               | WBO防衛2                                                                 |
| 52           | 1991年2月11日  | ☆    | 2R 2:02  | KO      | ケンパー・モートン         | アメリカ合衆国       |                                                                          |
| 53           | 1991年4月6日   | ☆    | 3R 2:08  | TKO     | ケン・アトキンス           | アメリカ合衆国       |                                                                          |
| 54           | 1991年6月3日   | ☆    | 12R      | 判定3-0 | バージル・ヒル             | アメリカ合衆国       | WBA世界ライトヘビー級タイトルマッチ                                      |
| 55           | 1992年3月20日  | ★    | 12R      | 判定1-2 | アイラン・バークレー       | アメリカ合衆国       | WBA陥落                                                                  |
| 56           | 1993年11月6日  | ☆    | 1R 2:34  | TKO     | アンドリュー・メイナード   | アメリカ合衆国       |                                                                          |
| 57           | 1994年1月29日  | ☆    | 1R 2:09  | TKO     | ダン・ウォード             | アメリカ合衆国       | NABF北米クルーザー級王座決定戦                                           |
| 58           | 1994年2月19日  | ☆    | 12R      | 判定3-0 | フレディ・デルガド         | プエルトリコ         | NABF防衛1                                                                |
| 59           | 1995年3月31日  | ☆    | 1R 2:55  | TKO     | レニー・ラパグリア         | アメリカ合衆国       | WBU世界クルーザー級王座決定戦                                            |
| 60           | 1995年9月26日  | ☆    | 10R      | 判定3-0 | アール・バトラー           | アメリカ合衆国       |                                                                          |
| 61           | 1996年11月29日 | ☆    | 5R 2:45  | KO      | カール・ウィリス           | アメリカ合衆国       |                                                                          |
| 62           | 1997年1月31日  | ☆    | 5R 2:47  | KO      | エド・ダルトン             | アメリカ合衆国       |                                                                          |
| 63           | 1998年11月6日  | ☆    | 1R 1:28  | KO      | ジェイ・スナイダー         | アメリカ合衆国       |                                                                          |
| 64           | 1999年4月10日  | ☆    | 12R      | 判定3-0 | ネート・ミラー             | アメリカ合衆国       | IBO世界クルーザー級王座決定戦                                            |
| 65           | 2000年4月8日   | ★    | 2R 終了  | TKO     | ユーライア・グラント       | ジャマイカ           | IBO陥落                                                                  |
| 66           | 2005年7月30日  | ☆    | 8R 3:00  | TKO     | ジョン・ロング             | アメリカ合衆国       |                                                                          |
| 67           | 2006年2月4日   | ☆    | 10R 1:35 | TKO     | シャノン・ランドベリ       | アメリカ合衆国       |                                                                          |
| テンプレート |                |      |          |         |                            |                      |                                                                          |

## 獲得タイトル
プロ
- USBA全米ウェルター級王座（防衛0）
- NABF北米ミドル級王座（防衛1）
- NABF北米スーパーミドル級王座（防衛0）
- NABF北米クルーザー級王座（防衛0）
- WBU世界クルーザー級王座（防衛0）
- WBA世界ウェルター級王座（防衛3）
- WBC世界スーパーウェルター級王座（防衛4）
- WBC世界ミドル級王座（防衛0）
- WBO世界スーパーミドル級王座（防衛2）
- WBC世界ライトヘビー級王座（防衛0）
- WBA世界ライトヘビー級王座（防衛0）
- IBO世界クルーザー級王座（防衛0）